# Jardín de las Delicias

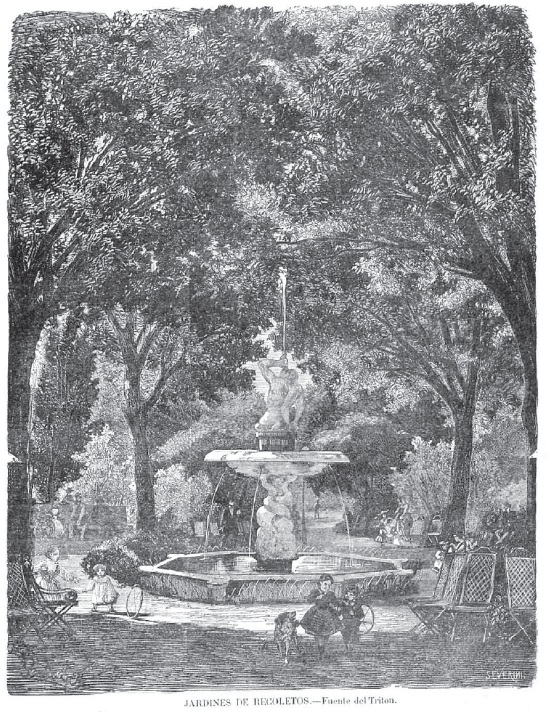
La barroca Fuente del Tritón en la fronda de los Jardines de Recoletos de Madrid, en 1869. De un grabado en La Ilustración Española y Americana.

El jardín de las Delicias fue un jardín de la ciudad de Madrid, situado en el conjunto urbano del Paseo de Recoletos en el siglo xix. Ángel Fernández de los Ríos sitúa su origen en el jardín privado «de la casa Retiro del Almirante de Castilla, duque de Medina de Rioseco». Fue inaugurado en 1834, en el tramo del paseo de Recoletos delimitado por las calles de Bárbara de Braganza y Almirante.

## Historia y descripción
Varios autores consideran a Mariano José de Larra, uno de los impulsores de los jardines de recreo en Madrid, recintos que ya existían en otras ciudades europeas o en capitales españolas como Barcelona; y así lo solicitaba en un artículo publicado en el número 20 de la Revista Española en junio de 1834. El de las Delicias fue al parecer la inmediata consecuencia de las insistentes sugerencias del heterónimo de los Fígaro, Duende, Bachiller y El Pobrecito Hablador. Inaugurado aquel mismo año de 1834, tenía acceso por la calle del Almirante y la entrada costaba cuatro reales. Constaba de tres niveles delimitados por barandillas de hierro, con una fuente en la plazoleta del nivel central y una huerta en el tercero.
La decoración del jardín incluía fuentes ornamentales como la mencionada del Tritón, que en su origen estuvo en el jardín del conde de Baños en el siglo xviii, de donde pasó al Jardín de las Delicias, integrado luego en el conjunto urbano ajardinado del Paseo de Recoletos encargado por José Osorio y Silva al arquitecto Agustín Pascual, donde fue fotografiada en 1864 por Alfonso Begué y hacia 1870 por Juan Laurent. Por su parte, Fernández de los Ríos la describe en su Guía de Madrid de 1876 en este párrafo: 

En el centro de este Jardín Bajo estaba la fuente del Tritón, que no ha mudado de sitio, aunque sí de nivel la rasante de los jardines que la rodean; dividía el Jardín Bajo del Alto el muro de contención, que hoy sirve de fachada al circo de Price, construido en el Jardín Alto, local tan célebre como por sus espectáculos por las reuniones políticas a que ha servido de teatro. Estos jardines, cuando aun se hallaban unidos, se llamaron del Paraíso y de las Delicias; fueron destinados a bailes públicos, y en ellos tuvo lugar el año 39 [1839] una fiesta para celebrar el convenio de Vergara.